# São João Baptista de Ajudá

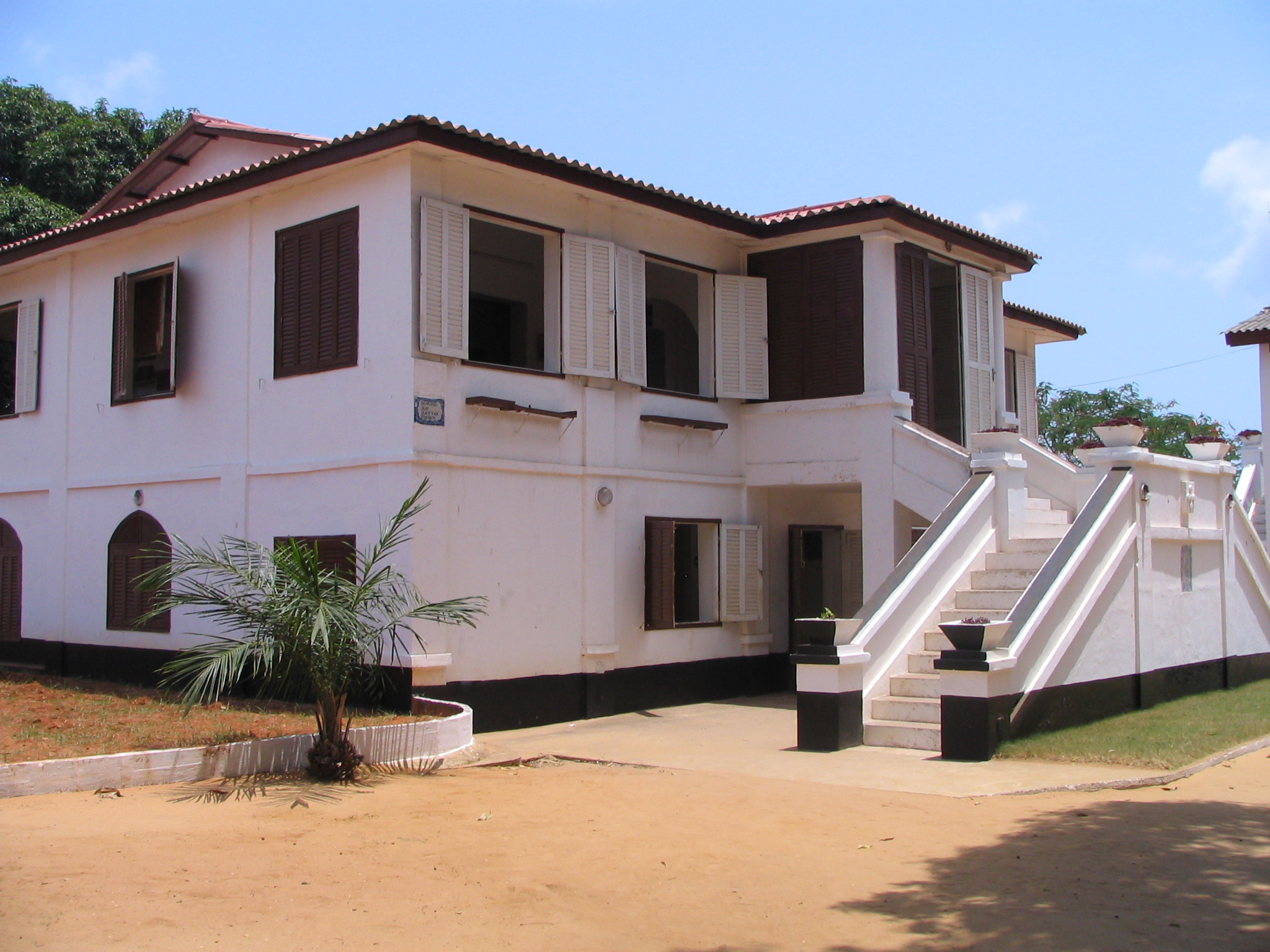
Het voormalig fort São João Baptista de Ajudá

Het fort van São João Baptista de Ajudá (Sint-Jan de Doper van Ouidah) is een klein fort, gebouwd door de Portugezen in de stad Ouidah (oorspronkelijk door de Portugezen Ajudá genoemd, naar het lokale woord Hweda), aan de kust van Dahomey (het tegenwoordige Benin), aan de Atlantische Oceaan. Vanaf 1580 groeide deze kustplaats door de slavenhandel. Het fort bleef onder Portugees bestuur tot 1 augustus 1961, toen het fort werd bezet door militairen uit Dahomey.

## Geschiedenis
In 1680 kreeg de Portugese gouverneur van Sao Tomé en Principe toestemming om in Ajudá een fort te bouwen. Als gevolg van de slavenhandel was de Portugese invloed op Dahomey groot, getuige het feit dat het Portugees de enige vreemde taal was die van de koningen van Dahomey mocht gebruikt worden. Afstammelingen van de Portugezen waren ook belangrijk in de politieke structuur van het koninkrijk en sommige invloedrijke families, zoals De Sousa, bestaan nog steeds in Benin.

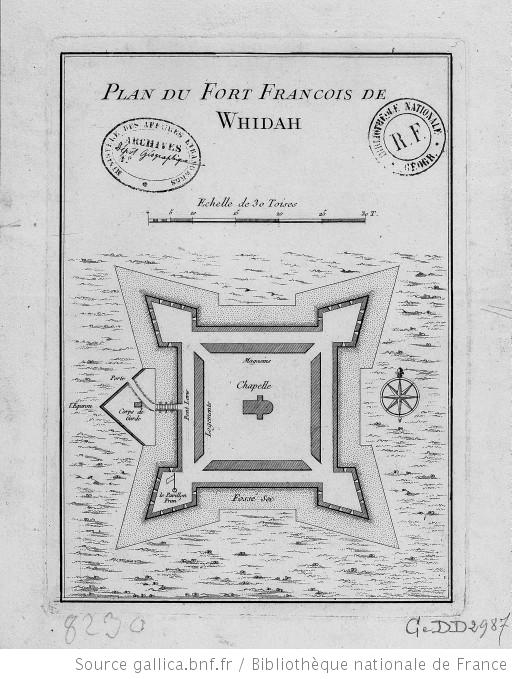
Hetvierkant grondplan van het fort van Ouidah

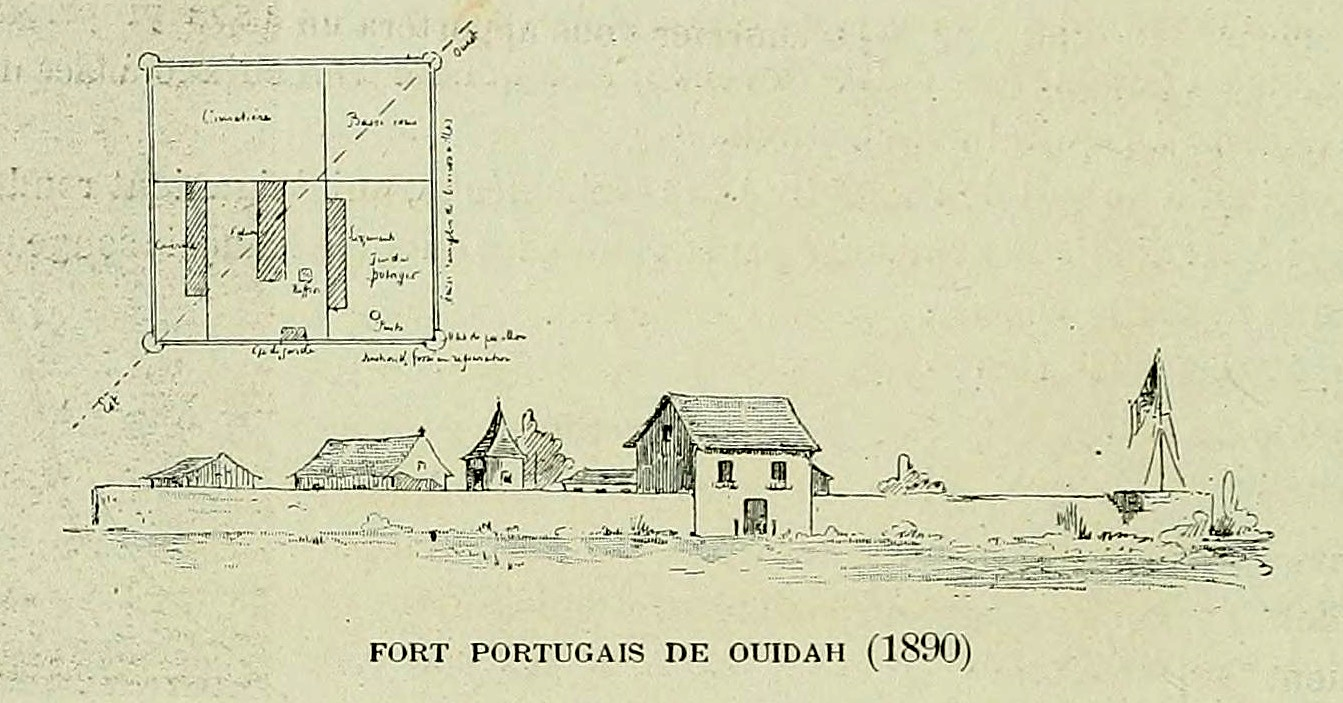
Gravure van het fort uit 1890

Na een periode van verwaarlozing werd het fort in 1721 herbouwd en kreeg het de naam São João Baptista de Ajudá. Het fort was tot 1844 bestuurlijk ondergeschikt aan Brazilië, maar werd sinds 1730 bestuurd door de Companhia de Cacheu e Cabo Verde. Het kleine fort is opgebouwd volgens een vierkant grondplan, met torens op de vier hoeken. Het omvat een kerk en het kwartier van de officieren.
Na de afschaffing van de legale slavenhandel in 1807 verloor het fort zijn betekenis. In 1844 werd het fort dan ook opgegeven. Tussen 1861 en 1865 was het fort bemand door Franse missionarissen. Toen die werden verjaagd eisten de Portugezen het fort op, om het in 1869 weer te verlaten. Toen de Fransen hun invloed in het gebied begonnen uit te breiden, werd het fort rond 1872 door Portugal opnieuw bemand. Dit voorkwam echter niet dat de Fransen Dahomey konden veroveren. São João Baptista de Ajudá - nu gereduceerd tot het gebied dat werkelijk binnen de muren van het fort lag - bleef zo het enige Portugese territorium in Dahomey. Het gebied was volledig omringd door Frans koloniaal gebied. Bestuurlijk viel deze Portugese exclave sinds 1865 onder het gezag van de gouverneur van Sao Tomé en Principe.
Tot zijn annexatie door Dahomey op 1 augustus 1961 (precies één jaar na de onafhankelijkheid van dat land), was São João Baptista de Ajudá de kleinste exclave ter wereld (0,76 ha). Volgens de volkstelling van 1921 had het fort 5 bewoners. Op het ogenblik van het ultimatum door de regering van Dahomey (31 juli 1961), waren er nog 2 Portugese ambtenaren aanwezig. De laatste intendant, António Agostinho Saraiva Borges kreeg van de Portugese minister-president, António de Oliveira Salazar opdracht het gebouw eerder in brand te steken dan het over te leveren. Portugal heeft verschillende keren bij de Verenigde Naties geprotesteerd tegen deze verovering. Pas na de Anjerrevolutie werd de annexatie door Portugal in 1975 erkend. Vanaf 1987 financierde Portugal de restauratie en kon het fort worden omgevormd tot het Musee d'Histoire de Ouidah. Bij de financiering speelde de Fundação Calouste Gulbenkian een belangrijke rol.